# ۴۲ انترتینمنت
۴۲ اینترتینمنت (انگلیسی: 42 Entertainment) شرکت رسانه‌ای آمریکایی است، که در سال ۲۰۰۳ تأسیس شد.